# Xylophanes maculator
Xylophanes maculator là một loài bướm đêm thuộc họ Sphingidae. Nó được tìm thấy ở México và Belize to Ecuador và further phía nam đến Venezuela và Bolivia.
Sải cánh dài 65–75 mm. Con trưởng thành bay vào tháng 4, từ tháng 6 đến tháng 7, tháng 8 hoặc tháng 9 và từ tháng 11 đến tháng 12 in Costa Rica nhưng có thể bay quanh năm.
Ấu trùng có thể ăn Rubiaceae (như Psychotria nervosa và Psychotria horizontalis), Fabaceae (như Inga vera), Malvaceae và Dilleniaceae (như loài Tetracera volubilis).